# Altar de san Ildefonso
El altar de san Ildefonso es un tríptico de Pedro Pablo Rubens pintado hacia 1630 para la cofradía de San Ildefonso de la iglesia de Santiago de Coudenberg (Bruselas), fundación del archiduque Alberto, gobernador de los Países Bajos españoles y con anterioridad arzobispo de Toledo.
Toma su nombre de la tabla central, que representa el milagro de la Imposición de la casulla a san Ildefonso, obispo de Toledo y una de las figuras más destacadas de la Hispania visigoda, conocido por su defensa del culto a la Virgen María, acerca de la que escribió el tratado De virginitate beatae sanctae Mariae. En los laterales se encuentran representados como donantes los gobernadores de los Países Bajos españoles, Isabel Clara Eugenia, que donó el tríptico a la iglesia poco después de quedar viuda, y el archiduque Alberto, acompañados por sus santos patronos, Alberto de Lovaina e Isabel de Hungría.